# Костенец постенный
Костене́ц посте́нный (лат. Asplénium rúta-murária) — многолетний зимнезелёный папоротник; вид рода Костенец.

## Ботаническое описание
Высота растения от 3 до 15 см.

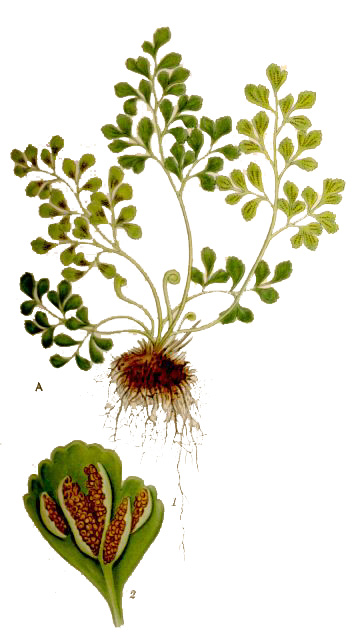

Корневище короткое, косо восходящее, покрыто линейно-ланцетными чёрно-бурыми чешуйками.
Листья в сравнительно многолистных розетках, зимнезелёные, матовые серо-зелёные, дважды-трижды перистораздельные. Листовые пластинки треугольные, треугольно-овальные или овально-ланцетные. Доли листовых пластинок первого и второго порядка сидят на маленьких черешках. Черешки в сечении округлые, без выемки. Доли пластинок последнего порядка имеют разнообразную форму: округлую, ромбически-клиновидную, продолговато-клиновидную; края их цельные или городчатые. От близкого вида — костенца северного — отличается более широкими долями.
Покрывальца прикреплены широким краем вдоль сорусов. Края покрывалец сорусов реснитчатые. Споры почти шаровидные, складчато-морщинистые, созревают в июне — августе.
Диплоидное число хромосом 2n = 144.

## Распространение и экология
Костенец постенный широко распространён в северной и центральной части Евразии и в восточной части Северной Америки.
В России растёт по всей территории (кроме Верхне-Днепровского, Нижне-Донского и Нижне-Волжского флористических районов), но всюду встречается редко.
Костенец постенный предпочитает известняковые склоны и скалистые участки, каменистые россыпи и горные леса. Подымается до высоты 1000 м над уровнем моря.
Иногда селится на известняковой кладке старых стен (например, в Новодевичьем монастыре в Москве, но в последнее время здесь не наблюдается: возможно, заносится со строительным материалом и впоследствии выпадает), потому и назван постенным.
Имеется подозрение на ядовитость.

### Охранный статус
Растение включено в Красную книгу Литвы.

## Хозяйственное значение и применение
Подземную часть в Болгарии в виде отвара применяют как вяжущее и диуретическое; в США — как вяжущее и антигельминтное. Листья в традиционной индийской медицине используют при рахите и как слабительное; их настой, отвар — как отхаркивающее при болезнях органов дыхания. В народной медицине настой, отвар листьев применяют при головной боли, респираторных инфекциях, желтухе, асците, цинге, инфильтрате печени, опухолях. В некоторых странах Западной Европы и в США отвар листьев применяют при алопеции, в США — как диуретическое.
Растение может быть кормом для крупного рогатого скота.
Растение декоративно.

## Ботаническая классификация
В Северной Америке известны три межвидовых гибрида (все исключительно редки):
- Asplenium × inexpectatum E.L.Braun ex Morton (Asplenium ruta-muraria × Asplenium rhizophyllum)
- Asplenium × clermontae Syme[4] (Asplenium ruta-muraria × Asplenium trichomanes)
- Asplenium × morganii W.H.Wagner (Asplenium ruta-muraria × Asplenium platyneuron).